# Соник: Филмът
„Соник: Филмът“ (на английски: Sonic the Hedgehog) е екшън приключенска комедия от 2020 година, базиран на поредицата видеоигри, публикувани от Sega. Режисиран е от Джеф Фаулър (в неговия режисьорски дебют), по сценарий на Пат Кейси и Джош Милър, във филма участват Бен Шварц, Джим Кери, Джеймс Марсдън и Тика Съмптър. Това е първият филм от филмовата поредица на „Соник: Филмът“.
Премиерата на филма е на 25 януари 2020 г. в студиото на Paramount Pictures, и излиза по кината в Съединените щати на 14 февруари 2020 г.

## Актьорски състав
Озвучаващ състав
- Бен Шварц – Соник
- Бенджамин Л. Валик – Малкият Соник
- Дона Джей Фълкс – Дълконата
- Колин О'Шонеси – Тайлс

Игрален състав
- Джим Кери – Доктор Роботник
- Джеймс Марсдън – Томас „Том“ Майкъл Уаковски
- Тика Съмптър – Мади Уаковски
- Наташа Ротуел – Рейчъл
- Адам Пали – Уейд Уипъл
- Нийл Макдоноу – Майор Бенингтън
- Лий Мадждоуб – Агент Стоун
- Мелоди Носипхо Нийман – Джоджо
- Том Бътлър – Командир Уолтърс
- Франк С. Търнър – Лудият Карл
- Гари Чалк – Военноморски началник на щаба

## Филми от поредицата за „Соник“
Поредицата „Соник“ включва 3 филма:
- „Соник: Филмът“ (2020)
- „Соник: Филмът 2“ (2022)
- „Соник: Филмът 3“ (2024)